# 柏林德意志歌劇院
柏林德意志歌劇院（德語：Deutsche Oper Berlin）是位於德國首都柏林的一座歌劇院，也曾是西柏林唯一的歌劇院。德意志歌劇院成立於1919年，在歷史上曾多次更名。

## 外部連結
- 维基共享资源上的相關多媒體資源：柏林德意志歌劇院

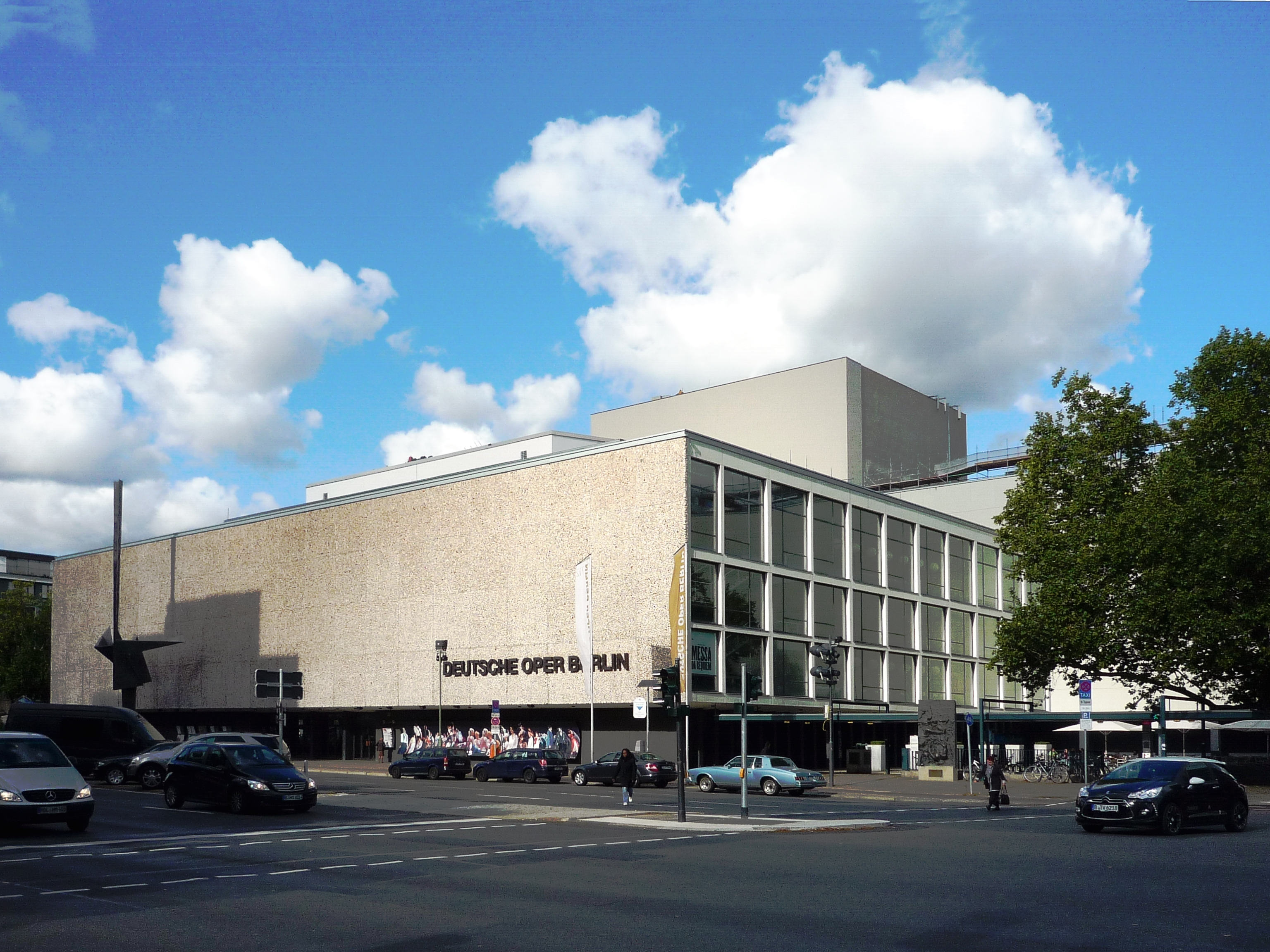

- Deutsche Oper Berlin （页面存档备份，存于）
- Interview with Deutsche Oper musical director Donald Runnicles in Exberliner Magazine[永久]

52°30′46″N 13°18′30″E / 52.51278°N 13.30833°E